# ルツ記
『ルツ記』（）は、ヘブライ聖書におさめられたモアブ人女性・ルツの物語。『十二小預言書』を一書と考えた場合、『ルツ記』は旧約聖書でもっとも短い書である。
『ルツ記』は、異邦人であるルツがダビデ王にいたる家系の中で重要な役割を果たすことを語ることで、救いの歴史において「自らの民」ユダヤ人にとらわれない神の意図の壮大さを語っている。ルツは日本正教会ではルフィと表記される。

## ルツ記の内容
『士師記』の時代、ユダのベツレヘム出身者であるエリメレクは、妻であるナオミと二人の息子を伴ってモアブの地に移り住んだ。二人の息子はその地の娘達と結婚するが、やがてエリメレクはその妻ナオミを、二人の息子達もそれぞれの妻オルパとルツを残したまま死んでしまう。そこでナオミは夫の故郷ユダに帰ることを決意し、息子達の寡婦となった二人に対し、それぞれの故郷に帰るようすすめる。しかし、ルツだけはナオミのそばにいることを望み、こうして二人はエリメレクの故郷、ベツレヘムへと帰郷した。

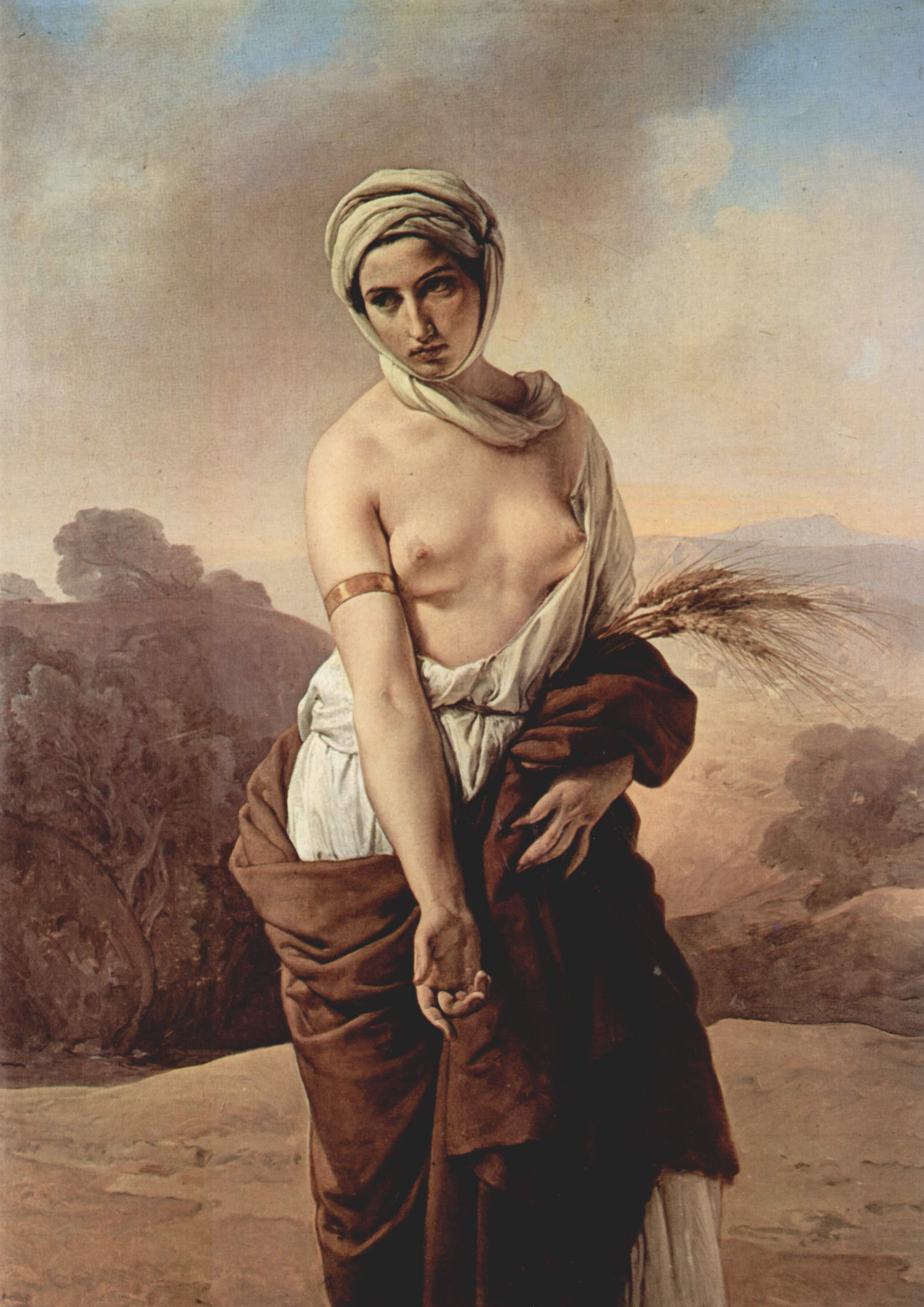
フランチェスコ・アイエツが1835年に描いた作品

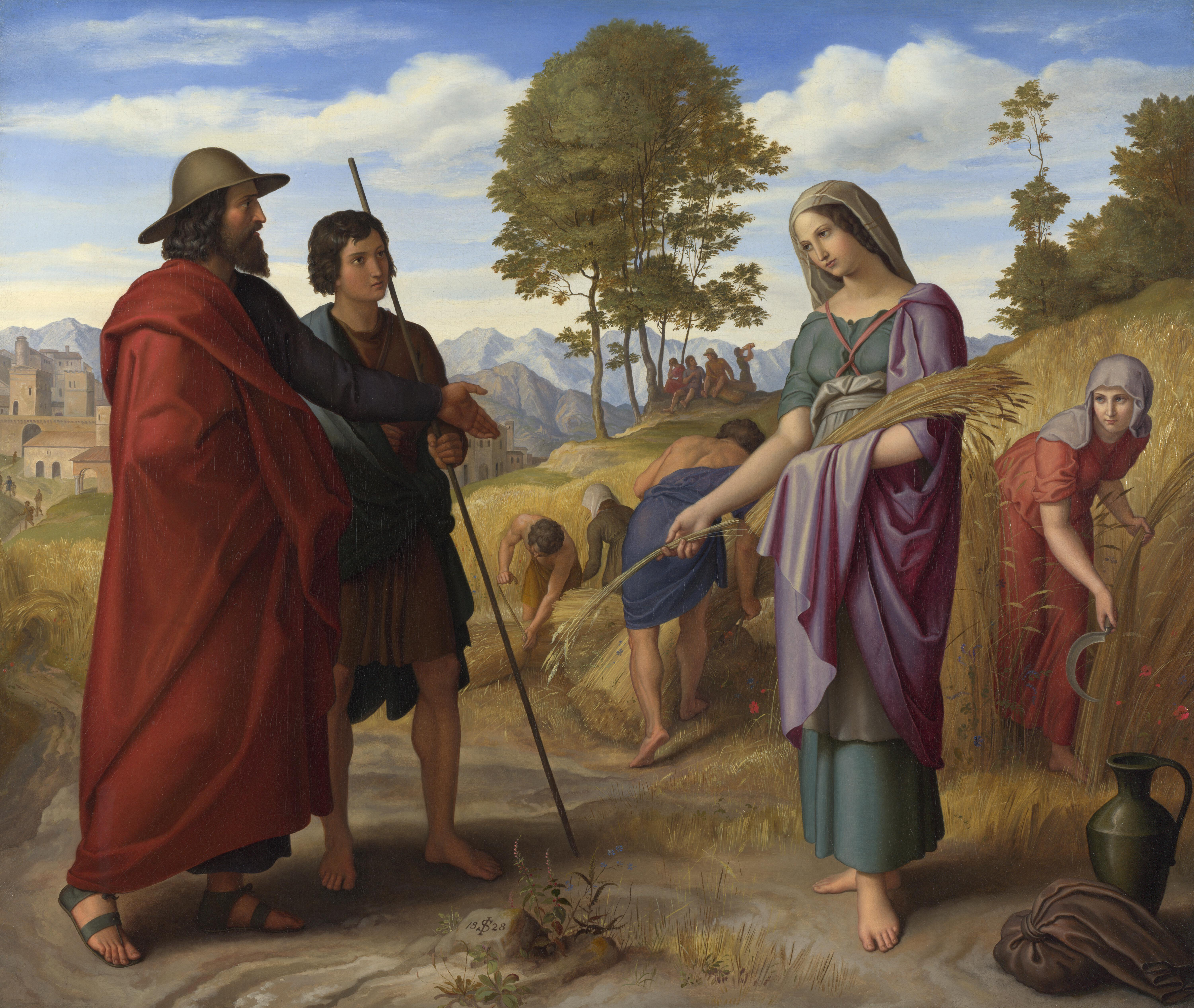
畑の管理者からルツについての説明を受けるボアズ ルツ記 2:5-7

ルツは畑で麦の落穂を拾った（古代パレスチナでは貧しい人が刈り入れ時の落穂を拾うことは一種の権利として認められていた。落穂拾い参照）。その畑の所有者は、エリメレクの遠縁の親戚にあたる、ボアズという人物だった。ボアズは姑に尽くすルツに感心して、彼女のために便宜を図る。
ナオミはボアズが請戻しの権利を有する人物であることに気づき、ルツを自分自身の代わりに請戻させるため、彼女にボアズの床に入るよう勧め、ルツはその言葉に従う。全ての事情を察したボアズは、自分よりも請戻しの権利が高いもう一人の人物がいることをルツに明かし、彼女には一切触れず、ナオミへの贈り物をルツに持たせて彼女を家に帰らせる。その日、ボアズは請戻しの権利を持つもう一人の親族に掛け合い、親族としての責任の履行権を譲り受ける。これによってボアズはルツを正式な妻として迎え入れることとなった（兄が子供を残さず、死んだ場合に弟が兄の妻をめとることで家系を存続させるこの仕組みを、レビラト婚という）。
ボアズの妻となったルツは息子オベデを生む。オベデはダビデの祖父にあたる人物である。
この『ルツ記』のポイントは、モアブ人であるルツがイスラエル人の慣習に従い、その律法に従ってイスラエルの子孫存続をなした、という事柄にある。神は人類を創り出したとき「生めよ、増えよ、地に満ちよ」と宣言しており、レビラト婚の習慣はまさに、それを実現するための手段なのである。ルツ自身は既に寡婦であり、姑から再婚の承認も得ていながら、それを謝絶してイスラエル人として生きることを選択した。これが、彼女が聖書中の一篇に名を冠することのできた理由である。聖書的な解釈では更に、その子孫がイスラエルの世襲の王となり、ひいては救世主を出す恩寵につながるとされる。

## 成立時期
『ルツ記』の成立については諸説がある。その多くは、『ルツ記』は元々『士師記』の一部であったとするものである（一例を挙げると、聖書中でベツレヘムのことを「ユダのベツレヘム」と表現するのは、この両書の他は『サムエル記』上17章12節があるのみ）。また用いられている言語上も『ルツ記』と『士師記』は類似し、ここから両者がほぼ同時代に成立したと推定される。
一方、内容から『ルツ記』の成立を紀元前400年 - 350年頃とする説もある。ネヘミヤ記13:23-27「またそのころ、ユダの人々がアシュドド人やアンモン人やモアブ人の女と結婚していることが、わたしに分かった。その子供たちの半数は、アシュドドの言葉あるいはそれぞれの民族の言葉を話し、ユダの言葉を知らなかった。わたしは彼らを責め、呪い、幾人かを打ち、その毛を引き抜き、神にかけて誓わせた。『お前たちの娘を彼らの息子の妻にしてはならない。彼らの娘をお前たちの息子の妻に、またはお前たちの妻にしてはならない。イスラエルの王ソロモンすらも、このようにして罪を犯したのではなかったか。数ある諸国の中でも彼のような王はおらず、神に愛され、神によってすべてのイスラエルの王に立てられた、その彼でさえ、異民族の妻たちによって罪に引き込まれてしまった。わたしたちの神に逆らって異民族の女と結婚するという、この大きな罪悪を犯したということを、お前たちについても聞かされなければならないのか。』」とあるように異邦人排斥の風潮が強かった。そのような風潮を憂えたグループに属する作者が異邦人への寛容が自然に湧き上がってくるような作品として書いたとも考えられる。

## 解釈
ユダヤ教においてはルツを聖書の他の登場人物と結びつける試みが行われている。何人かの学者たちはタルムードでルツが士師記に登場するモアブ王の娘だったとみなしている。しかしこの解釈は他の史料による裏づけが存在しないため、ダビテ王の出自を高貴なものとみなそうという志向の表れであろうと考えられている。